# Christoph Schnell

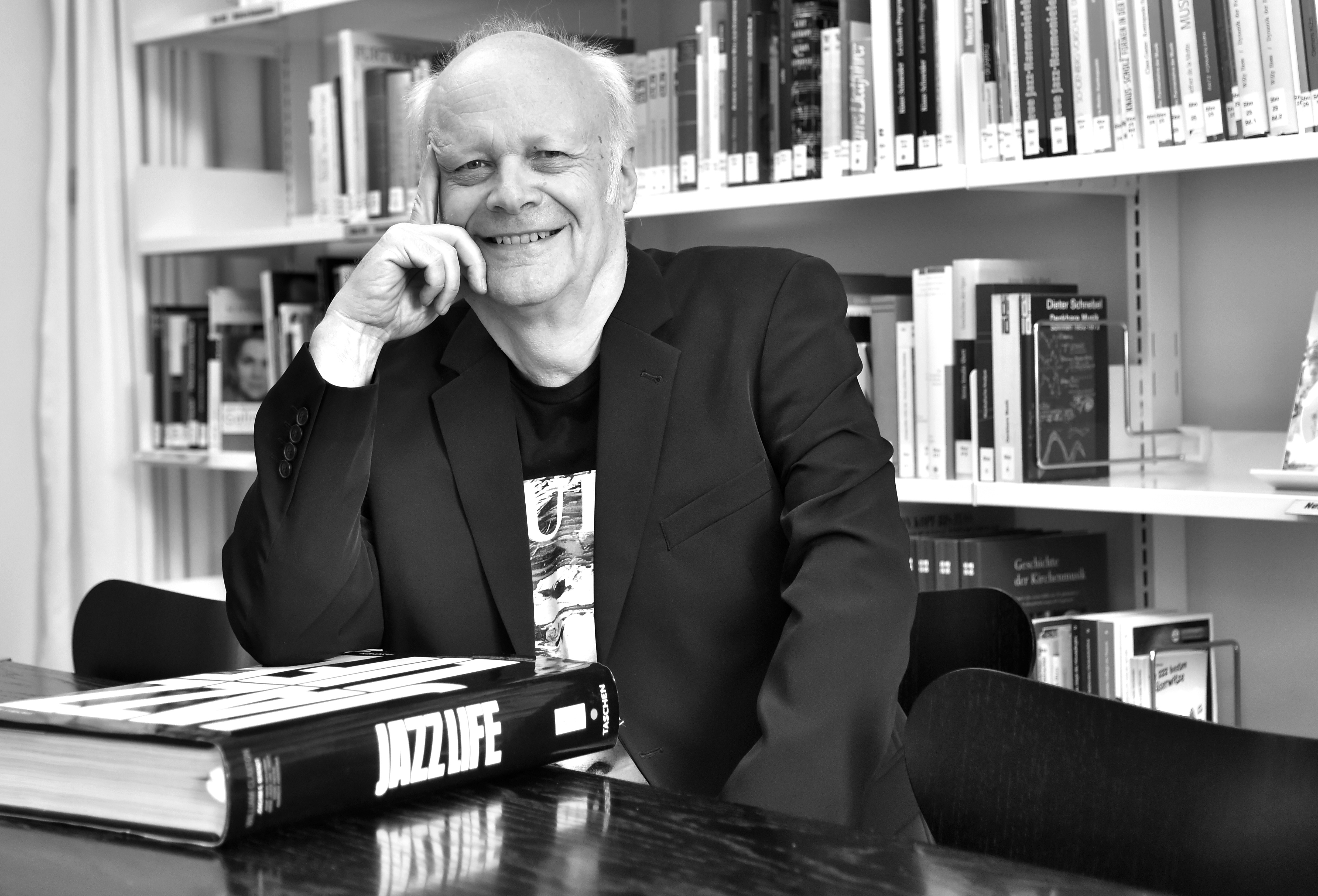
Christoph Schnell (2019)

Christoph Schnell (* 1954) ist ein Schweizer Komponist. Aufgewachsen in Goldach am Bodensee, lebt und arbeitet er heute in St. Gallen.

## Leben
Christoph Schnell studierte Musikwissenschaft, Kunstwissenschaft und Musikethnologie an der Universität Zürich und wurde 1984 als Musikwissenschaftler mit dem interdisziplinären Spezialgebiet «Computer und Musik» promoviert (Dr. phil. I). Dr. Schnells wissenschaftliche Laufbahn führte ihn u. a. ans Massachusetts Institute of Technology. Er war Dozent an in- und ausländischen Universitäten, so z. B. Hochschule Rapperswil (HSR), Universität Basel, Universität Freiburg i.Br., Università degli Studi di Milano. Von 1997 bis 2005 Dozent für Instrumentenkunde, Akustik sowie Audio Design an der Musikakademie St. Gallen. Von 2004 bis 2014 Dozent für öffentliche Vorlesungen in "Informatik und Musikwissenschaft" an der Universität St. Gallen (HSG). Er ist Inhaber der Einzelfirma «umea – united media artists Dr. Schnell», die ein eigenes Tonstudio besitzt.
Seine künstlerische Ausbildung absolvierte er bei Peter Mezger (Violine, St. Gallen), Giovanni Bria (Klavier, Zürich); Kompositions-Besprechungen, Kurse, Vorlesungen, Seminare, u. a. bei B. Billeter, P. Huber, H.-U. Lehmann und Y. Xenakis. Christoph Schnell schrieb sein erstes Stück im Alter von 10 Jahren. Es folgten Musikstücke für Violine solo und zwei Violinen sowie für kleines Streichorchester. Später schrieb Schnell auch Werke für grosse und ungewöhnliche Besetzungen, wie z. B. das Werk «Surround us» für grosses Sinfonieorchester und 5.1-Surround-Anlage (op. 157, uraufgeführt März 2010). Unter den mittlerweile rund 300 Kompositionen finden sich sowohl Kammermusik-Stücke, (bisher) zehn Streichquartette und Werke mit grosser sinfonischer Besetzung als auch – seit den frühen 1980er-Jahren – Werke für Computer und elektronische Musikinstrumente, z. B. sein Violinkonzert Nr. 1 (op. 152 von 2003) für Violine solo, Synthesizer, Surround-Anlage und Didgeridoo.
Zur Rezeption der Uraufführung seines Violinkonzertes Nr. 2 ("Italienische Fassung", op. 183a) am "55º Festival Pianistico Internazionale di Bresca e Bergamo" 2018 schrieb Alessandro Panetto (Präsident APM Konzertagentur) in einer E-Mail an Christoph Schnell: "People usually are very "cold" expecting contemporary music program, but in your case it was a great success and a great like from everybody!".
Zu Schnells wichtigsten Werken gehören seine (bisher) acht Violinkonzerte sowie das 2017 komponierte und ein Jahr später mit dem Sonoro Choir London uraufgeführte «Requiem X» (zu lesen als "Requiem zehn"), das unter seiner Regie (2018/2019) verfilmt wurde. Christoph Schnell ist damit wohl einer der ersten, wenn nicht der erste Komponist, der seine Requiem-Komposition auch selber verfilmt hat.
Christoph Schnell hat (bisher) insgesamt 22 Filmproduktionen gemacht: vom Werbeclip und Kurzfilm bis zum abendfüllenden Film resp. Theaterfilm. Unter anderem: "Neubau Messe Basel" (Dokumentarfilm 2013), "Notfall 51 – der Film" (Theaterfilm 2012), "Requiem X – der Film: eine kontemplative Reise zwischen Leben und Tod" (2019), "The Mysterious Forest – der geheimnisvolle Wald" (Kurzfilm 2023).
2008 definierte Christoph Schnell eine neue Musikgattung: die «MusicalOper». Sie ist eine Verbindung von Oper, Musical und Schauspiel mit musikalischen Elementen aus der Musikgeschichte bis hin zu Filmmusik und Atonalität. Schnell komponierte selbst drei Beispiele dazu: die 2012 uraufgeführte tragikomische MusicalOper «Notfall 51» und die 2014 uraufgeführte Science-Fiction MusicalOper «Baby Bill» sowie die Krimi-MusicalOper «Black Widow – Leise kommt der Tod» (2015). Auch, wenn die MusicalOper als Musikgattung noch keine grössere Verbreitung gefunden hat, so hat Schnell mit der Erfindung der "MusicalOper" eine musikhistorische Landmarke gesetzt. Die renommierte deutschsprachige Fachzeitschrift «Musicals» schrieb dazu: «Wie schon sein Vorgänger [Notfall 51] machte Baby Bill deutlich, dass durchaus neue Formen des Musiktheaters möglich sind …»

## Werke (Auswahl)
Kammermusik/Streichorchester
- «Nocturne» für Violoncello solo (1976, op. 46);
- «Guernica» – Stück für Streichorchester und Schlaginstrumente (1976, op. 47);
- «secco» für Klavier und Pianisten-Kopfstimme (1977, op. 51);
- Streichquartett Nr. 2 (2002, op. 133);
- Streichquartett Nr. 3 (2003, op. 139); Streichquartett Nr. 5 (2008, op. 151);
- Streichquartett Nr. 10 (2021, op. 199)
- «Dance with a Vampire» für Violine und Klavier (2004, op. 142);
- «5 Bagatellen» für Klavier (2005, op. 144);
- «Toccata Trinitatis» für grosse Orgel (2008/2009, op. 147).
- "Le Streghe" (Hexentanz) für Violine solo (2021, op. 196)

Computer und Elektronik
- «Bach Sitting under an Apple Tree» für Computer und Elektronik (1991/92, op. 79);
- «The Scandalous Affair with My Bildnis» – Bildnis-Arie aus Mozarts Zauberflöte für Computer und Elektronik (1995/96, op. 106);
- «atmosphere II» – mehrteiliges Werk für Computer, Elektronik und Live-Recording (1998, op. 113 ff; CD-Produktion);
- Violinkonzert Nr. 1 «Surround me...!» für Synthesizers, Solo-Violine und 5.1-Digital-Surround-Anlage und Didgeridoo (2008, op. 152).

Sinfonische Besetzung
- «Rasputin» – Stück für grosses Orchester (1977, op. 50);
- «Bolero Funebre» für sinfonisches Blasorchester (2001, op. 130);
- «Moments heroïques» für sinfonisches Blasorchester (2006, op. 150);
- «Einzug der Meister» für grosses Sinfonie-Orchester (2009, op. 156c).
- «Surround Us ...!», Suite aus «Surround Me ...!» für Synthesizers, 5.1-Surround-Anlage und grosses Sinfonie-Orchester (2009, op. 157)
- "Mission 4 U" (zu lesen als: "Mission for You") für grosses Sinfonieorchester (2023, op. 210)

Musiktheater
- «Notfall 51» – Tragikomische MusicalOper in 3 Akten (2010, op. 160).[4]
- «Baby Bill» – Dramatische MusicalOper in 3 Akten (2012, op. 166).[4]
- «Black Widow – Leise kommt der Tod» – Krimi-MusicalOper in 3 Akten (2015, op. 170).[4]

Solo-Konzerte
- Violinkonzert Nr. 1 «Surround me...!», für Solo-Violine, Synthesizers und 5.1-Surround-Anlage (2008, op. 152)
- Violinkonzert Nr. 2 für Solo-Violine, Streichorchester, Pauken und Synthesizer (2017, op. 183)
- Violinkonzert Nr. 2 "Italienische Fassung" (2018, op. 183a)
- Klavierkonzert Nr. 1 «Rockefeller Plaza», sinfonisches Konzert für Klavier und Orchester (2017, op. 184)
- Violinkonzert Nr. 3 für E-Violine, Streichorchester, Pauken und Drumset (2018, op. 186)
- Violinkonzert Nr. 4 für Solo-Violine, Streichorchester, Pauken und Drumset (2018, op. 189)
- Violinkonzert Nr. 5 für Solo-Violine, (kleine) Solo-Trommel, Streichorchester, Pauken (2019, op. 190)
- Violinkonzert Nr. 6 – Lyrisches Konzert für Violine, Perkussion, Streichorchester und Pauken, inspiriert durch BNT162B2 (2021, op. 194)
- Violinkonzert Nr. 7 "The Omikron Concerto" for Violin, Piano, Synthesizer, Doubbled bass and Drumset (2022, op. 200a)
- Violinkonzert Nr. 8 für Solo-Violine, Streichorchester, Pauken, Drumset, Percussion und Klavier (2023, op. 208b)
- "ORON" – Konzert für 3 Posaunen und modernes Orchester (op. 193, 2020)
- "Jazz Life – Concerto for Trumpet, Jazz Trio and Strings" (op. 196c, 2021)

Geistliche Musik
- Missa quasi vit(i)a für 4 Vokalsolisten und Schlagwerk (1983, op. 61)
- Requiem X für Chor, Streichorchester, Pauken, Schlagwerk und Taiko Trommeln (2017, op. 182)
- "Crazy Xmas – das ultimative Weihnachtskonzert": 8 neu bearbeitete, traditionelle Weihnachtslieder und 4 neue Weihnachts-Songs für Vocals, Blockflöten, E-Violine, Keytar and Backing Tracks (2022, op. 205)

Filmografie (Auswahl)
- "Claude Diallo at Piano Jazz Festival Luzern" (KKL Luzern, Konzertfilm 2011)
- "Notfall 51 – der Film" (Theaterfilm 2012)
- "Neubau Messe Basel" (Dokumentarfilm 2013)
- "Baby Bill – der Film" (Theaterfilm 2016)
- "Requiem X – der Film: eine kontemplative Reise zwischen Leben und Tod" (2019)
- "The Mysterious Forest – der geheimnisvolle Wald" (Kurzfilm 2023).